# Північна область (Гана)
Північна область — адміністративна одиниця на півночі Гани, найбільша за площею область країни. Столиця області — місто Тамале.

## Географія
Північна область межує на півночі з Верхньою Західною та Верхньою Східною областями, на сході — з державою Того, на півдні омивається водами річки Чорна Вольта та межує з областю Вольта, а на північному заході — з Буркіна-Фасо, на заході межує з Кот д'Івуаром.

## Округи

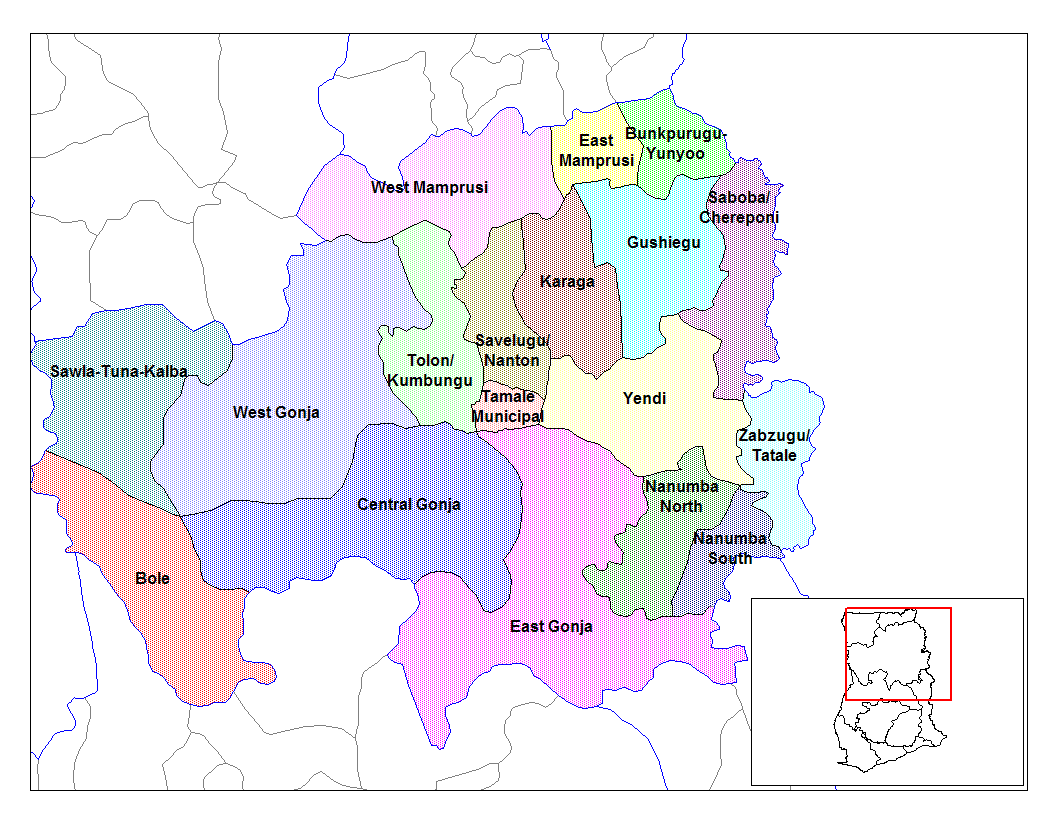
Округи Північної області

Північна область поділяється на 20 округів:
| Округи Північної області | Округи Північної області | Округи Північної області | Округи Північної області |
| #                        | Округ                    | Столиця                  | Населення                |
| ------------------------ | ------------------------ | ------------------------ | ------------------------ |
| 1                        | Боул                     | Боул                     |                          |
| 2                        | Бункпуругу-Юньйо         | Бункпуругу               |                          |
| 3                        | Центральна Гонья         | Буїпе                    |                          |
| 4                        | Черепоні                 | Черепоні                 |                          |
| 5                        | Східна Гонья             | Салага                   |                          |
| 6                        | Східний Мампрусі         | Гамбага                  |                          |
| 7                        | Гушегу                   | Гушегу                   |                          |
| 8                        | Карага                   | Карага                   |                          |
| 9                        | Кпандаї                  | Кпандаї                  |                          |
| 10                       | Північна Нанумба         | Бімбілла                 |                          |
| 11                       | Південна Нанумба         | Вуленсі                  |                          |
| 12                       | Сабоба-Черепоні          | Сабоба                   |                          |
| 13                       | Савелугу-Нантон          | Савелугу                 |                          |
| 14                       | Савла-Туна-Калба         | Савла                    |                          |
| 15                       | Тамале                   | Тамале                   |                          |
| 16                       | Толон-Кумбунгу           | Толон                    |                          |
| 17                       | Західна Гонья            | Дамонго                  |                          |
| 18                       | Західний Мампрусі        | Валевале                 |                          |
| 19                       | Єнді                     | Єнді                     |                          |
| 20                       | Забзугу-Татале           | Забзугу                  |                          |
| Разом                    | Разом                    | Разом                    | 2 479 461                |

## Відомі уродженці
| Відомі уродженці Північної області | Відомі уродженці Північної області | Відомі уродженці Північної області |
| #                                  | Особа                              | Населений пункт                    |
| ---------------------------------- | ---------------------------------- | ---------------------------------- |
| 1                                  | Джон Драмані Магама                | Дамонго                            |
| 2                                  | Аліу Магама                        | Єнді                               |
| 3                                  | Вакасо                             | Тамале                             |
| 4                                  | Абдул Маджид Варіс                 | Тамале                             |